# 브루스 윌킨슨

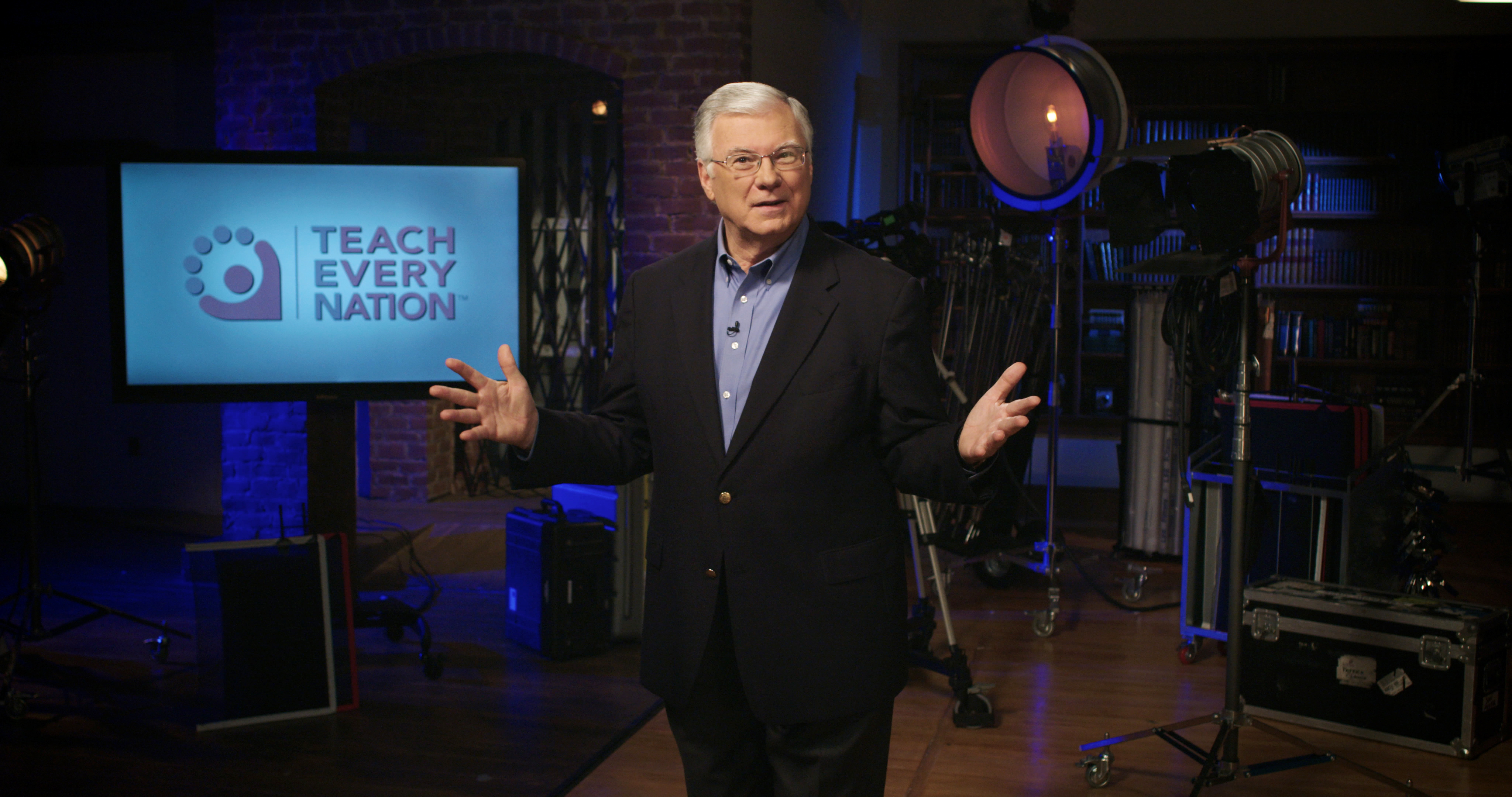
브루스 윌킨슨

브루스 윌킨슨(Bruce Wilkinson) 은 기독교 교사이자 작가이다. 그는 뉴저지에서 태어나 Northeastern Bible College (BA 및 Th. B.)를 졸업하고, Dallas Theological Seminary (Th. M.)  및 Western Conservative Baptist Seminary (DD)에서 공부를 하였다.
1976년에 브루스 윌킨슨은 "Walk Thru the Bible"을 시작했다. 그는 "삶의 변화를 위한 교육"을 훈련시키고 있으며, "Dream Giver" 방법론의 강사이다. 그는 생활 기술 과정을 수행하는 WorldTeach를 만들고 지도자를 양성하고 있다.  그는 Beat the Drum이라는 AIDS에 대한 영화를 제작했다.
그의 많은 출판물, 특히 야베스의 기도 (The Prayer of Jabez)는 번영 신학의 지지자로 간주된다.

## 도서 목록
- 유혹에 대한 승리
- 성경을 걷다
  - 다시 YouthwalkISBN 0-310-54601-X
- Wilkinson & Boa 성경 핸드북ISBN 0-7852-4864-1 ,ISBN 0-7852-4903-6
- 성경을 통해 이야기하십시오ISBN 0-8407-5286-5
  - 구약을 통해 이야기
  - 신약을 통해 이야기하십시오
  - 성서 인물들을 통해 이야기하십시오ISBN 0-9612142-0-1
- 7 학습자의 법칙ISBN 0-88070-464-0
- 거의 모든 교사를위한 거의 모든 답변 (골드 메달리온 수상자)ISBN 0-88070-473-X
- 유혹을받을 때의 개인적인 거룩함ISBN 1-56507-943-4
- 영적 돌파구 경험하기 (“The Three Chairs”세미나를 기반으로 함)ISBN 1-57673-536-2
- 영적 돌파구까지 30 일ISBN 1-57673-977-5
- Jabez의기도 (2000년 10월)ISBN 1-57673-733-0
  - Jabez 기적의 삶
  - 젊은 마음을 위한 Jabez의기도ISBN 0-613-96871-9
  - 어린 아이들을 위한 Jabez의기도 (with Melody Carlson )ISBN 0-8499-7943-9
  - 어린이를위한 Jabez의기도 (with Melody Carlson)ISBN 0-8499-7944-7
- 포도 나무의 비밀 (2001년 10월)ISBN 1-57673-975-9
  - 어린 아이들을 위한 덩굴의 비밀ISBN 1-4003-0052-5
  - 아이들을 위한 포도 나무의 비밀ISBN 1-4003-0053-3
  - 청소년을 위한 포도 나무의 비밀 (2003년 3월)ISBN 1-57673-922-8
- 생명의 신 보상 (2002년 10월)ISBN 1-57673-976-7
  - 청소년을 위한 생명의 신 보상 (2002년 10월)ISBN 1-59052-077-7
  - 어린이를위한 생명의 신 보상ISBN 1-59052-095-5
- 구별ISBN 1-59052-071-8
- 거룩함을 통해 개인적인 승리를 발견하는 30 일ISBN 1-59052-070-X
- The Dream Giver (2003년 10월)ISBN 1-59052-201-X
  - 부모를위한 꿈주는 사람 (2004년 9월)ISBN 1-59052-455-1
- Jabez 너머ISBN 1-59052-367-9
- 당신은 이것을 위해 태어났습니다-ISBN 978-1-60142-182-1
- 자유 요소

## 같이 보기
- 번영신학